# هانز تورنبلوم
هانز تورنبلوم (1888 – 15 يوليو 1973) هو مبارز بالسيف سويدي راحل، مثّل بلاده في الألعاب الأولمبية الصيفية 1920.

## روابط رياضية
هانز تورنبلوم على موقع أوليمبيديا (الإنجليزية)
- هانز تورنبلوم على موقع اللجنة الأولمبية السويدية (السويدية)